# 紅頭環喉雀
紅頭環喉雀（Amadina erythrocephala）是非洲很普遍的梅花雀，分佈于安哥拉、博茨瓦納、萊索托、納米比亞、南非以及津巴布韋等國，活動範圍約160萬平方公里。
其种加词“Erythrocephala”意为“红头的”。
与许多动物类似，雌雄红头环喉雀形体不同。雄性头部呈醒目的红色，并且突胸，在雀科亦是少见；反观雌性则不具有这些特征。

## 外部連結
- BirdLife Species Factsheet （页面存档备份，存于）